# Isaak Naumowitsch Eisenstadt
Isaak Naumowitsch Eisenstadt (russisch Исаак Наумович Айзенштадт/Issaak Naumowitsch Aisenschtadt; * 12. Juni 1919; † 5. Dezember 2006) war ein sowjetischer Chemiker und Schachspieler. Er war Professor am Lehrstuhl für Chemie und Technologie der organischen Stickstoffverbindungen (auch als Lehrstuhl 0814 bekannt) im Leningrader Technologischen Institut.

## Leben
Erst mit fünfzehn Jahren fing Eisenstadt an, sich mit dem Schach zu beschäftigen. Er besuchte regelmäßig den Leningrader Schachklub und wurde nach einem Jahr mit der zweiten Kategorie belohnt. Als Jugendlicher durfte er 1936 beim Simultanspiel gegen Emanuel Lasker und José Raúl Capablanca antreten. Eisenstadt gewann beide Partien, wobei er Capablanca nicht ohne Hilfe des Ex-Weltmeisters schon nach zwölf Zügen besiegte. Nach seinem Militärdienst absolvierte er ein Studium am Leningrader Technologischen Institut und arbeitete als Forschungsassistent, Dozent, Professor. 1970 wurde er zum Dr. chem. habilitiert. 
1951 wurde Eisenstadt Erster bei der VCSPS-Mannschaftsmeisterschaft mit Nauka am Reservebrett. Er nahm an mehreren Leningrader Meisterschaften teil. Obwohl er nie zu den besten Spielern der Stadt gehörte, bezwang er in diesen Turnieren Viktor Kortschnoi und spielte Remis mit Leonid Schamkowitsch, Mark Taimanow, Boris Spasski und Semjon Furman. In den Viertelfinalen der sowjetischen Meisterschaft belegte er 1950 den geteilten fünften und 1952 geteilten dritten Platz. Beim letzten Mal wurde ihm die schlechtere Feinwertung zum Verhängnis. 1961 wurde Eisenstadt nationaler Meister, nachdem er ein Qualifikationsmatch gegen Lew Aronson mit 8:6 für sich entscheiden konnte. Er trug außerdem den Titel eines nationalen Schiedsrichters.

## Partiefragment
|   | a | b | c | d | e | f | g | h |   |
| 8 |   |   |   |   |   |   |   |   | 8 |
| 7 |   |   |   |   |   |   |   |   | 7 |
| 6 |   |   |   |   |   |   |   |   | 6 |
| 5 |   |   |   |   |   |   |   |   | 5 |
| 4 |   |   |   |   |   |   |   |   | 4 |
| 3 |   |   |   |   |   |   |   |   | 3 |
| 2 |   |   |   |   |   |   |   |   | 2 |
| 1 |   |   |   |   |   |   |   |   | 1 |
|   | a | b | c | d | e | f | g | h |   |

Im Jahr 1957 gewann Eisenstadt mit einem halben Punkt Vorsprung auf Wassili Bywschew die Einzelmeisterschaft der Leningrader Sportvereinigung Burewestnik. Bemerkenswert war die Schlussphase seiner Partie gegen Margolis: 1. Ta8! Schwarz gab auf, da 1. … Txa8 oder 1. … Df7 keine Verbesserung mit sich bringen.

## Publikationen (Auszug)
- N. W. Cheifez, W. A. Lopyrew, I. N. Eisenstadt: Preparatiwny spossob polutschenija fosgena. In: Schurnal prikladnoi chimii, Band 41, Nr. 6, 1968, S. 1380.
- S. F. Melnikow, I. N. Eisenstadt, L. I. Bagal: Aromatitscheskije polinitroalkilazetali. In: Schurnal organitscheskoi chimii, Band 7, Nr. 10, 1971, S. 2136–2139.
- I. N. Eisenstadt: Metod rastschjota idealnoi skorosti detonazii kondensirowannych WW. In: Fisika gorenija i wsrywa, Band 12, Nr. 5, 1976, S. 754–758.